# Max Horkheimer

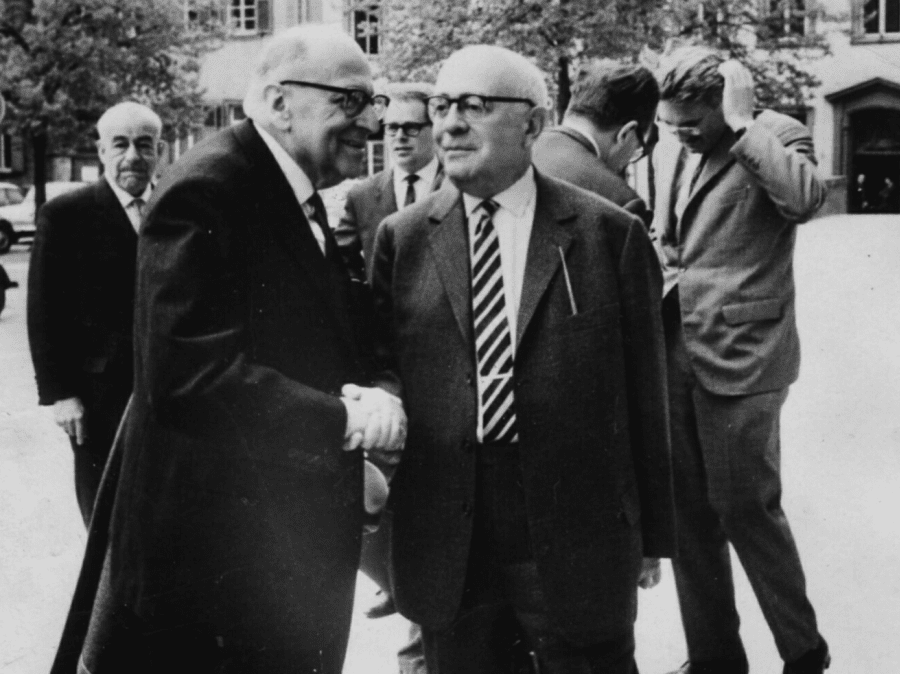
Max Horkheimer (links vooraan), Theodor Adorno (rechts vooraan) en Jürgen Habermas (rechts achteraan) in 1965 in Heidelberg

Max Horkheimer (Zuffenhausen, 14 februari 1895 – Neurenberg, 7 juli 1973) was een Duitse socioloog en filosoof.
Horkheimer werd geboren in een orthodox joods gezin. Hij was een vooraanstaande figuur in de Frankfurter Schule, ontstaan uit een groep marxistisch georiënteerde filosofen en sociologen rond het Institut für Sozialforschung in Frankfurt, waarvan hij in 1930 directeur werd. Na de machtsovername door Hitler in 1933 zette hij het werk van het instituut voort in de Verenigde Staten, tot het in 1949 in Frankfurt heropgericht werd.
Zijn bekendste werk De dialectiek van de verlichting (1944) schreef hij samen met Theodor Adorno. Daarin beschreven zij  hoe de Verlichting, die staat voor rationaliteit en vooruitgangsgeloof, omslaat in haar tegendeel. En hoe de natuurdwang gereproduceerd wordt in beheersingsdwang. Als typevoorbeeld verwijzen ze naar de Holocaust.